# Jean Bizet
Pour les articles homonymes, voir Bizet.
Jean Bizet, né le 30 août 1947 au Teilleul (Manche), est un homme politique et lobbyiste français, ancien sénateur de la Manche. Il est membre du mouvement Les Républicains.

## Biographie
Fils du député de la Manche Émile Bizet, il suit ses études au lycée Chateaubriand de Rennes, puis à l'école nationale vétérinaire d'Alfort. Il s'installe comme docteur vétérinaire au Teilleul en 1973.
Il est élu maire de sa commune en 1983, et conseiller général de son canton en 1985.
À la suite de la démission du Républicain indépendant Jean-Pierre Tizon, il est élu sénateur RPR de la Manche le 7 juillet 1996, avec 66,28 % des voix au second tour, contre 29,70 % à Jean-Pierre Godefroy et 4,02 % à Fernand Le Rachinel. Réélu le 23 septembre 2001, il siège à la commission des affaires économiques et préside la commission des affaires européennes du Sénat depuis 2010.
En février 2011, il annonce qu'il ne se représente pas aux prochaines cantonales.
Lors du congrès de l'UMP d'automne 2012, il soutient la motion « Le gaullisme, une voie d'avenir pour la France ».
Il soutient Nicolas Sarkozy pour la primaire présidentielle des Républicains de 2016. Dans le cadre de sa campagne, il est nommé orateur national chargé de l'agriculture.
Il parraine Laurent Wauquiez pour le congrès des Républicains de 2017, scrutin lors duquel est élu le président du parti.
Il quitte son siège de sénateur en novembre 2020, alors qu'il lui reste trois années de mandat, pour devenir conseiller spécial de APCO Worldwide Paris, cabinet américain de conseil en lobbying et communication souhaitant développer son activité en Europe,.

## Action parlementaire
Ardent défenseur des organismes génétiquement modifiés, il est rapporteur, en octobre 2004, du projet de loi sur « la protection des inventions biotechnologiques », finalement écarté par le gouvernement.
Il l'est à nouveau pour le projet de loi « relatif aux organismes génétiquement modifiés » en février 2008. S'opposant fortement à Jean-François Le Grand, autre sénateur de la Manche, et président de la Haute Autorité provisoire sur les OGM, et aux vœux du gouvernement, il défend le développement des cultures OGM en plein champ et fait voter en première lecture plusieurs amendements favorable à la filière des OGM en France. Il est critiqué par l'opposition d'aider des lobbys pro-OGM,. L'amendement est approuvé par tous pour l'étiquetage des semences OGM. Mais l'étiquetage dans le cas des animaux ayant mangé de l'agriculture transgénique reste à débattre. Est également voté le « délit de fauchage », passible de deux ans de prison et 75 000 euros d'amende, et le « délit de fauchage aggravé » passible de trois ans de prison et 150 000 euros. En février 2008, Greenpeace attribue au sénateur Jean Bizet un Monsanto d'or.[pertinence contestée]
Il s'oppose au mariage homosexuel et déclare à Public Sénat son intention de recourir au « droit de retrait » des fonctionnaires : « J’exercerai d’une manière ou d’une autre mon droit de retrait pour ne pas procéder à cela car c’est le profond changement de la société judéo-chrétienne à laquelle j’appartiens. (…) Je serai complètement hors la loi et je l’assumerai ».[pertinence contestée]
Le 16 mai 2019, l’émission Envoyé spécial révèle que le sénateur Jean Bizet apparaît sur les fichiers secrets de Monsanto comme étant un de leurs alliés susceptibles d’influencer Nicolas Sarkozy à propos du glyphosate. Interrogé à ce sujet, il décide de mettre fin à l'entretien avec les journalistes de l'émission.

## Synthèse des mandats

### Au niveau local
- 13 juin 2008 - 2014 : président du pays de la Baie du Mont-Saint-Michel
- 1990 - 1997 : président de la communauté de communes de la Sélune
- 17 mars 1985 - 20 mars 2011 : conseiller général de la Manche, élu du canton du Teilleul
  - 1992 - 2008 : président de la commission de l'agriculture du Conseil général
  - 2008 - 2011 : membre de la commission du développement économique et de l'environnement
- 6 mars 1983 - 16 mars 2014 : maire du Teilleul

### Au niveau national
- 24 mars 2010 - 30 septembre 2011 et 5 octobre 2017 - 30 septembre 2020 : président de la commission des Affaires européennes du Sénat
- 7 juillet 1996 - 30 novembre 2020 : sénateur de la Manche

## Décoration
- Officier du Mérite agricole [Depuis quand ?]